# Denys Moltsjanov
Denys Petrovytsj Moltsjanov (Chișinău, 16 mei 1987) is een Oekraïens tennisser.

## Carrière
Moltsjanov werd prof in 2006 en speelde lang futures, zijn eerste overwinning op een challenger kwam er in augustus 2008 in Almaty. Een jaar later kon hij er opnieuw winnen maar dan moest hij twee jaar wachten alvorens nog een challenger te winnen. In 2012 nam hij deel aan Australian Open samen met Oleksandr Dolgopolov, ze verloren in de eerste ronde. Hetzelfde jaar namen ze deel aan Roland Garros waar ze de tweede ronde haalde maar verloren tegen Daniele Bracciali en Potito Starace. De volgende jaren won hij meerdere challengers. In 2016 nam hij nogmaals deel aan Roland Garros waar hij samen met Dudi Sela werd uitgeschakeld in de eerste ronde. Hij nam dat jaar ook deel aan Wimbeldon waar hij de tweede ronde haalde met Konstantin Kravtsjoek.
In 2018 wist hij aan de zijde van Igor Zelenay zijn eerste ATP-finale te halen op het ATP-toernooi van Gstaad, ze verloren in de finale van Matteo Berrettini en Daniele Bracciali. Het zou duren tot 2019 totdat hij nog eens deelnam aan een Grand Slam, hij nam dat jaar deel aan ze allemaal. Hij haalde tweemaal de tweede ronde en werd twee keer uitgeschakeld in de eerste ronde. In 2022 won hij aan de zijde van Andrej Roebljov zijn eerste ATP-toernooi in de ATP Marseille door in de finale het duo Raven Klaasen en Ben McLachlan te verslaan.

## Palmares
| Legenda               |
| --------------------- |
| Grand Slam            |
| Olympische Spelen     |
| ATP Finals            |
| ATP Tour Masters 1000 |
| ATP Tour 500          |
| ATP Tour 250          |

### Dubbelspel
| Nr.                              | Datum             | Toernooi      | Ondergrond    | Partner                 | Tegenstander in finale                      | Score             | Details |
| -------------------------------- | ----------------- | ------------- | ------------- | ----------------------- | ------------------------------------------- | ----------------- | ------- |
| gewonnen finales herendubbelspel |                   |               |               |                         |                                             |                   |         |
| 1.                               | 20 februari 2022  | ATP Marseille | Hardcourt (i) | Andrej Roebljov         | Raven Klaasen Ben McLachlan                 | 4-6, 7-5, [10-7]  | details |
| 2.                               | 22 oktober 2023   | ATP Stockholm | Hardcourt (i) | Andrej Goloebev         | Yuki Bhambri Julian Cash                    | 7-6(8), 6-2       | details |
| verloren finales herendubbelspel |                   |               |               |                         |                                             |                   |         |
| 1.                               | 29 juli 2018      | ATP Gstaad    | Gravel        | Igor Zelenay            | Matteo Berrettini Daniele Bracciali         | 6-7, 6-7          | details |
| gewonnen challengers             |                   |               |               |                         |                                             |                   |         |
| 1.                               | 31 augustus 2008  | Almaty        | Gravel        | Aleksandr Krasnoroetski | Syrym Abdukhalikov Alex Bogomolov jr.       | 3-6, 6-3, [10-2]  |         |
| 2                                | 30 augustus 2009  | Almaty        | Hardcourt     | Yang Tsung-hua          | Pierre-Ludovic Duclos Alexey Kedryuk        | 4-6, 7-6, [11-9]  |         |
| 3.                               | 31 juli 2011      | Astana        | Hardcourt (i) | Konstantin Kravtsjoek   | Arnau Brugués-Davi Malek Jaziri             | 7-6, 6-7, [10-3]  |         |
| 4.                               | 25 september 2011 | Tasjkent      | Hardcourt     | Harri Heliövaara        | Raven Klaasen John Paul Fruttero            | 7-6, 7-6          |         |
| 5.                               | 15 april 2012     | Mersin        | Gravel        | Radu Albot              | Alessandro Motti Simone Vagnozzi            | 6-0, 6-2          |         |
| 6.                               | 29 juli 2012      | Astana        | Hardcourt (i) | Konstantin Kravtsjoek   | Karol Beck Kamil Čapkovič                   | 6-4, 6-3          |         |
| 7.                               | 6 augustus 2012   | Pozoblanco    | Hardcourt     | Konstantin Kravtsjoek   | Adrian Mannarino Maxime Teixeira            | 6-3, 6-3          |         |
| 8.                               | 24 september 2012 | Lermontov     | Gravel        | Konstantin Kravtsjoek   | Andrej Goloebev Yuri Schukin                | 6-3, 6-4          |         |
| 9.                               | 28 april 2013     | Savannah      | Gravel        | Tejmoeraz Gabasjvili    | Michael Russell Tim Smyczek                 | 6-2, 7-5          |         |
| 10.                              | 16 november 2014  | Brescia       | Tapijt (i)    | Illja Martsjenko        | Roman Jebavý Błażej Koniusz                 | 7-6, 6-3          |         |
| 11.                              | 7 februari 2015   | Dallas        | Hardcourt (i) | Andrej Roebljov         | Hans Hach Verdugo Luis Patino               | 6-4, 7-6          |         |
| 12.                              | 2 augustus 2015   | Astana        | Hardcourt     | Konstantin Kravtsjoek   | Yunseong Chung Jurabeck Karimov             | 6-2, 6-2          |         |
| 13.                              | 9 augustus 2015   | Segovia       | Hardcourt     | Aleksandr Koedrjavtsev  | Aliaksandr Bury Andreas Siljeström          | 6-2, 6-4          |         |
| 14.                              | 4 oktober 2015    | Ağrı          | Hardcourt     | Konstantin Kravtsjoek   | Alexandr Igoshin Yaraslav Shyla             | 6-3, 7-6          |         |
| 15.                              | 1 november 2015   | Suzhou        | Hardcourt     | Lee Hsin-han            | Gong Maoxin Peng Hsien-yin                  | 3-6, 7-6, [10-4]  |         |
| 16.                              | 20 maart 2016     | Guangzhou     | Hardcourt     | Aleksandr Koedrjavtsev  | Sanchai Ratiwatana Sonchat Ratiwatana       | 6-2, 6-2          |         |
| 17.                              | 3 april 2016      | Raänana       | Hardcourt     | Konstantin Kravtsjoek   | Jonathan Erlich Philipp Oswald              | 4-6, 7-6, [10-4]  |         |
| 18.                              | 13 mei 2017       | Karshi        | Hardcourt     | Serhij Stachovsky       | Kevin Krawietz Adrián Menéndez Maceiras     | 6-4, 7-6          |         |
| 19                               | 11 maart 2018     | Zhuhai        | Hardcourt     | Igor Zelenay            | Aliaksandr Bury Peng Hsien-yin              | 7-5, 7-6          |         |
| 20.                              | 15 april 2018     | Barletta      | Gravel        | Igor Zelenay            | Ariel Behar Máximo González                 | 6-1, 6-2          |         |
| 21.                              | 22 april 2018     | Tunis         | Gravel        | Igor Zelenay            | Jonathan Eysseric Joe Salisbury             | 7-6, 6-2          |         |
| 22.                              | 10 juni 2018      | Prostějov     | Gravel        | Igor Zelenay            | Pablo Cuevas Martin Cuevas                  | 4-6, 6-3, [10-7]  |         |
| 23.                              | 19 augustus 2018  | Cordenons     | Gravel        | Igor Zelenay            | Andrej Martin Daniel Muñoz de la Nava       | 3-6, 6-3, [11-9]  |         |
| 24.                              | 11 november 2018  | Bratislava    | Hardcourt (i) | Igor Zelenay            | Ramkumar Ramanathan Andrei Vasilevski       | 6-2, 3-6, [11-9]  |         |
| 25.                              | 14 april 2019     | Barletta      | Gravel        | Igor Zelenay            | Tomislav Brkić Tomislav Draganja            | 7-6, 6-4          |         |
| 26.                              | 28 april 2019     | Francavilla   | Gravel        | Igor Zelenay            | Guillermo Durán David Vega Hernández        | 6-3, 6-2          |         |
| 27.                              | 18 januari 2020   | Bendigo       | Hardcourt     | Nikola Čačić            | Marcelo Arévalo Jonny O'Mara                | 7-6, 6-4          |         |
| 28.                              | 31 januari 2021   | Antalya       | Gravel        | Oleksandr Nedovjesov    | Luis David Martínez David Vega Hernández    | 3-6, 6-4, [18-16] |         |
| 29.                              | 7 februari 2021   | Antalya       | Gravel        | Oleksandr Nedovjesov    | Robert Galloway Alex Lawson                 | 6-4, 7-6          |         |
| 30.                              | 28 februari 2021  | Nur-Sultan    | Hardcourt (i) | Oleksandr Nedovjesov    | Nathan Pasha Max Schnur                     | 6-4, 6-4          |         |
| 31.                              | 13 juni 2021      | Bratislava    | Gravel        | Oleksandr Nedovjesov    | Sander Arends Luis David Martínez           | 7-6, 6-1          |         |
| 32.                              | 17 oktober 2021   | Alicante      | Hardcourt     | David Vega Hernández    | Romain Arneodo Matt Reid                    | 6-4, 6-2          |         |
| 33.                              | 13 november 2022  | Bratislava    | Hardcourt (i) | Oleksandr Nedovjesov    | Petr Nouza Andrew Paulson                   | 4-6, 6-4, [10-6]  |         |
| 34.                              | 20 mei 2023       | Turijn        | Gravel        | Andrej Goloebev         | Nathaniel Lammons John Peers                | 7-6, 6-7, [10-5]  |         |
| 35.                              | 9 juli 2023       | Milaan        | Gravel        | Jonathan Eysseric       | Théo Arribagé Luca Sanchez                  | 6-2, 6-4          |         |
| 36.                              | 16 juli 2023      | Salzburg      | Gravel        | Andrej Goloebev         | Anirudh Chandrasekar Vijay Sundar Prashanth | 6-4, 7-6          |         |

## Resultaten grote toernooien
| Legenda | Legenda                          |
| ------- | -------------------------------- |
| g.t.    | geen toernooi gehouden           |
| l.c.    | lagere categorie                 |
| –       | niet deelgenomen                 |
| G       | uitgeschakeld in de groepsfase   |
| 1R      | uitgeschakeld in de eerste ronde |
| 2R      | uitgeschakeld in de tweede ronde |
| 3R      | uitgeschakeld in de derde ronde  |
| 4R      | uitgeschakeld in de vierde ronde |
| KF      | uitgeschakeld in de kwartfinale  |
| HF      | uitgeschakeld in de halve finale |
| F       | de finale verloren               |
| W       | het toernooi gewonnen            |
| w-v     | winst/verlies-balans             |

### Dubbelspel
| toernooi          | 2012 |     | 2016 |     | 2019 |  | 2022 | 2023 |
| ----------------- | ---- | --- | ---- | --- | ---- |  | ---- | ---- |
| Australian Open   | 1R   | –   | 2R   | –   | –    |  |      |      |
| Roland Garros     | 2R   | 1R  | 2R   | 1R  | –    |  |      |      |
| Wimbledon         | –    | 2R  | 1R   | 1R  | –    |  |      |      |
| US Open           | –    | –   | 1R   | –   | 1R   |  |      |      |
| Statistieken      |      |     |      |     |      |  |      |      |
| titels per jaar   | 0    |     | 0    |     | 0    |  | 1    | 1    |
| eindejaarsranking | 102  | 103 | 81   | 101 | 64   |  |      |      |